# تفجير القنصلية الإيطالية
في 11 يوليو 2015، انفجرت سيارة مفخخة في القاهرة، مصر قرب القنصلية الإيطالية مما نتج عن وفاة شخص واحد وجرح تسعة آخرين على الأقل، ولم يصب في الحادثة أي موظف تابع للسفارة الإيطالية. وقد تبنى تنظيم الدولة (داعش) المسؤولية عن الحادثة.